# High School Musical: el musical: la serie
High School Musical: el musical: la serie (en inglés, High School Musical: The Musical: The Series) es una serie de televisión estadounidense de drama musical creada para Disney+ por Tim Federle, inspirada en la serie fílmica de High School Musical. Es producida por Chorus Boy y Salty Pictures en asociación con Disney Channel, con Oliver Goldstick como showrunner de los primeros cuatro episodios. Le sucedió Federle para el resto de la primera temporada y las siguientes.
Ambientada en una versión ficticia de East High School, la institución en la que se filmó la película original, sigue a un grupo de adolescentes entusiastas del teatro que participan en una puesta en escena de High School Musical: el musical como producción escolar. Es protagonizada por Joshua Bassett, Sofia Wylie, Olivia Rodrigo, Matt Cornett, Larry Saperstein, Julia Lester, Dara Reneé, Frankie Rodríguez, Mark St. Cyr, Kate Reinders y Joe Serafini.
El rodaje de la primera temporada comenzó el 15 de febrero de 2019 y finalizó el 20 de junio del mismo año.
High School Musical: El Musical: La Serie se estrenó como preestreno en Disney Channel, ABC y Freeform de forma simultánea el 8 de noviembre de 2019, antes de su lanzamiento en Disney+ el 12 de noviembre con 10 episodios estrenados semanalmente finalizando así el 10 de enero de 2020. En Latinoamérica se estrenó el 17 de noviembre de 2020 y finalizó su emisión semanal el 22 de enero de 2021.
El 18 de octubre de 2019, antes del estreno, Disney+ renovó la serie para una segunda temporada, que comenzó su rodaje en enero de 2020, pero debido a la pandemia de COVID-19 el rodaje se detuvo 2 meses después, entre septiembre y diciembre de 2020 se retomó y finalizó el rodaje. La temporada 2 se estrenó el 14 de mayo de 2021 con 12 episodios estrenados semanalmente finalizando así el 30 de julio de 2021. Ha recibido una respuesta positiva, con reseñas que destacan las actuaciones del elenco, especialmente las de Bassett y Rodrigo. Ganó un GLAAD Media Award en 2020 a la Mejor programación infantil y familiar.
El 13 de septiembre de 2021 Disney+ renovó la serie para una tercera temporada, que se grabó entre enero de 2022 y finalizó en abril del mismo año. La temporada 3 se estrenó el 27 de julio de 2022 con 8 episodios estrenados semanalmente finalizando así el 14 de septiembre de 2022.
El 20 de mayo de 2022 Disney+ renovó la serie para una cuarta y última temporada, que se grabó entre septiembre de 2022 y diciembre del mismo año y estrenó todos sus episodios el 9 de agosto de 2023.

## Sinopsis
En una versión ficticia de East High School en Salt Lake City (Utah), donde se filmaron las películas de High School Musical, una antigua extra, la Señorita Jenn, comienza a trabajar como la nueva profesora de teatro. Decide montar una representación de High School Musical: el musical para su primera producción teatral de invierno para celebrar la afiliación del instituto a la película original. Los estudiantes que participan en el musical aprenden a navegar por sus relaciones interpersonales y a crear vínculos entre ellos, para superar los retos a los que se enfrentan en sus vidas en la escuela y en casa.
En la segunda temporada, los estudiantes de teatro de East High School ponen en escena una producción de La bella y la bestia para el musical de primavera. La Señorita Jenn lidera el elenco en un intento de ganar un prestigioso concurso local de teatro estudiantil mientras se enfrenta a su escuela rival, North High School.
La tercera temporada se desarrolla fuera de East High School, con los estudiantes asistiendo a un campamento de teatro de verano en California, llamado Camp Shallow Lake. Los campistas se preparan para montar una producción de Frozen. Durante sus ensayos se filma una serie documental sobre la producción musical.
La cuarta y última temporada muestra el regreso de los Wildcats a East High, en donde preparan una producción teatral de High School Musical 3: La Graduación. Pero en un insólito giro de los acontecimientos, los planes se complican cuando Disney anuncia que la esperada película High School Musical 4: The Reunion se rodará en la escuela secundaria”. La misma cuenta con la participación de los actores originales Corbin Bleu, Monique Coleman, 
Lucas Grabeel, Bart Johnson, Alyson Reed y Kaycee Stroh, quienes interpretaron a Chad Danforth, Taylor McKessie, Ryan Evans, Coach Jack Bolton, Ms. Darbus y Martha Cox, en la trilogía.

## Elenco y personajes

### Principales
- Olivia Rodrigo como Nina "Nini" Salazar-Roberts (temporadas 1-2, invitada temporada 3): una entusiasta del teatro musical que es elegida como Gabriella Montez en la primera temporada y varios papeles de coro en la segunda temporada.

- Joshua Bassett como Richard "Ricky" Bowen: un guitarrista y patinador que anteriormente salió con Nini, es elegido para el papel de Troy Bolton a pesar de su falta de interés inicial en el musical en la primera temporada.  Es elegido como la Bestia en la segunda temporada. Kristoff en la tercera temporada y otra vez Troy Bolton en la  cuarta temporada.

- Sofia Wylie como Gina Porter: una estudiante transferida con ambiciones teatrales. Es elegida como Taylor McKessie y suplente de Gabriella en la primera temporada, Babette La Plumera en la segunda temporada, Anna en la tercera temporada y Gabriella Montez en la cuarta temporada.

- Matt Cornett como Elton John "E.J." Caswell (temporada 1-3, recurrente temporada 4): un deportista aficionado al teatro que Nini conoció en un campamento de teatro. Es el suplente de Troy, y Chad Danforth en la primera temporada, es elegido como Gastón en la segunda temporada, Sven en la tercera temporada, además de sus deberes de director y después de haberse graduado, el regresa como el Coach Bolton para el segundo acto del musical en la cuarta temporada.

- Larry Saperstein como Big Red (temporadas 1-2, invitado temporada 3, recurrente temporada 4): el mejor amigo de Ricky, que hace de director de escena de la producción, cuando Natalie no está disponible, a pesar de su falta de conocimientos sobre teatro. Más tarde se demuestra que tiene talentos ocultos en el baile de tap y el conocimiento de la electrónica. Audiciona para el musical de primavera en la segunda temporada y es elegido como Le Fou.

- Julia Lester como Ashlyn Caswell: la prima de E.J. y aspirante a compositora. Hace el papel de la Sra. Darbus en la primera temporada, como Bella en la segunda temporada, en el ensamble/extra en la tercera temporada y Kelsi Nielsen en la cuarta temporada.

- Dara Reneé como Kourtney Greene: la mejor amiga de Nini y autoproclamada feminista que trabaja en el departamento de vestuario del musical en la primera temporada, ella audiciona para el musical en la segunda temporada y es elegida para el papel de la Sra. Potts, como Elsa en la tercera temporada y Sharpay Evans en la cuarta temporada.

- Frankie Rodríguez como Carlos Rodríguez: el coreógrafo de las producciones que trabaja junto a la Señorita Jenn y es elegido como Lumière en la segunda temporada, Olaf en la tercera temporada y Ryan Evans en la cuarta temporada.

- Mark St. Cyr como Benjamin Mazzara (temporadas 1-2, recurrente temporada 4): el profesor de CTIM de East High School que está en contra de que la escuela se centre en las artes. Él interpreta al Coach Bolton en el primer acto de la producción en la cuarta temporada. Además se revela que tuvo pasado en una boyband.

- Kate Reinders como Señorita Jenn (temporadas 1-2, 4, recurrente temporada 3): la nueva profesora de teatro del instituto, que apareció en la película original de High School Musical como bailarina de fondo y dirige las producciones del instituto. Ella interpreta a la Sra. Darbus en la producción de la cuarta temporada.

- Joe Serafini como Sebastian "Seb" Matthew-Smith (temporada 2, recurrente en temporada 1 & 4, invitado en temporada 3): un estudiante que hace el papel de Sharpay Evans en la primera temporada y como Chip en la segunda temporada. Comienza una relación con Carlos posteriormente.

- Saylor Bell Curda como Maddox (temporada 3, recurrente temporada 4): un entusiasta de la tecnología que asiste a Camp Shallow Lake como consejero en entrenamiento y se convierte en el director de escena de la producción del campamento y de la producción en la cuarta temporada, además es hermana de Jet.

- Adrian Lyles como Jet (temporada 3, recurrente temporada 4), un nuevo campista reservado y misterioso en Camp Shallow Lake que es elegido como Hans en la producción del campamento y el papel de Chad Danforth en la cuarta temporada, además es el hermano de Maddox.

- Liamani Segura como Emmy (temporada 4, recurrente temporada 3): una campista de octavo grado que es elegida como la joven Anna en el musical del campamento en la tercera temporada y ella asiste a East High como nuevo ingreso e interpreta a Taylor McKessie en la cuarta temporada.

### Recurrentes
- Alexis Nelis como Natalie Bagley (temporadas 1-2, invitada temporada 4): la directora de escena de las producciones escolares.
- Nicole Sullivan como Carol (temporada 1, invitada temporada 3): Madre de Nini.
- Michelle Noh como Dana (temporada 1, invitada temporada 3): Madre de Nini.
- Jeanne Sakata como Malou (temporada 1): la abuela de Nini.
- Alex Quijano como Mike Bowen (temporadas 1-2, 4): el padre de Ricky, cuya esposa está alejada y vive actualmente en Chicago, además de tener una relación con la señorita Jenn.
- Valente Rodriguez como el director Gutiérrez (temporada 1, 4).
- Beth Lacke como Lynne Bowen (temporada 1, invitada temporada 2, 4): la esposa de Mike y madre de Ricky, que vuelve para anunciar que ella y Mike se van a divorciar y tiene una nueva pareja.
- Derek Hough como Zack (temporada 2): el exnovio de la Señorita Jenn, un actor que enseña teatro en North High School, la escuela rival.
- Olivia Rose Keegan como Lily (temporada 2, invitada temporada 3): una nueva estudiante competitiva y pretenciosa en East High que pierde un papel en el musical y más tarde se transfiere a North High. Ella es elegida como Bella en su producción.
- Roman Banks como Howie (temporada 2): un estudiante de North High que trabaja en la pizzería familiar de Big Red, compañero de trabajo e interés amoroso de Kourtney. Él es elegido como Bestia en su producción.
- Andrew Barth Feldman como Antoine (temporada 2, invitado temporada 4): un estudiante de intercambio francés de North High. Es elegido como Lumière en su producción.
- Kimberly Brooks como Michelle Greene (temporadas 2, invitada temporada 3): la mamá de Kourtney.
- Jason Earles como Dewey Wood (temporada 3, invitado temporada 4): el despiadado y quejoso director del campamento Shallow Lake.
- Corbin Bleu como él mismo (temporada 3-4): Apareciendo en Camp Shallow Lake como el anfitrión del documental. Bleu interpretó a Chad Danforth en la serie de películas originales.
- Ben Stillwell como Channing (temporada 3): un camarógrafo que filma una serie documental sobre la producción del campamento.
- Meg Donnelly como Val (temporada 3): una estudiante universitaria que asiste al campamento como Consejera en Entrenamiento y se convierte en la coreógrafa del musical del campamento.
- Aria Brooks como Alex (temporada 3): una campista de octavo grado y recién llegada al campamento, que es elegida como la joven Elsa en el musical.
- Matthew Sato como Mack Alana (temporada 4), un actor de sitcom que es elegido como el interés amoroso de Gina en High School Musical 4: The Reunion.
- Kylie Cantrall como Dani (temporada 4), una popular influencer que hace su debut como actriz en High School Musical 4: The Reunion pero es despedida y se incorpora a la producción de la cuarta temporada inicialmente como Gabriella Montez pero después es casteada como Tiara Gold en la misma producción.
- Caitlin Reilly como Quinn Robbins (temporada 4), la directora de la película de High School Musical 4: The Reunion.
- Vashty Mompoint como Krystal (temporada 4), la coreógrafa de High School Musical 4: The Reunion.

### Invitados
- Kaycee Stroh como ella misma (temporadas 1-4): una miembro de la junta escolar en la temporada 1 y ella misma en la temporada 4. Stroh interpretó a Martha Cox en la película original.
- Lucas Grabeel como el mismo (temporadas 1-4): apareciendo en una secuencia de sueños. Grabeel interpretó a Ryan Evans en la película original.
- Asher Angel como Jack (temporada 2): Una persona de Denver que convive con Gina en el aeropuerto.
- Jordan Fisher como Jamie Porter (temporada 2): Hermano mayor de Gina quien es un reconocido productor musical.
- Jesse Tyler Ferguson como Marvin (temporada 3): un viejo amigo de la familia de Nini a quien conoce mientras está en California, y descubre que es su padre biológico.
- JoJo Siwa como Madison (temporada 3): una exasistente al Campamento Shallow Lake que anteriormente estaba en una relación con Maddox.
- Monique Coleman como ella misma (temporada 4): Coleman interpretó a Taylor McKessie en la película original.
- Bart Johnson como él mismo (temporada 4): Johnson interpretó al entrenador Jack Bolton en la película original.
- Alyson Reed como ella misma (temporada 4): Reed interpretó a la Sra. Darbus en la película original.

## Temporadas
| Temporada | Temporada | Episodios | Episodios | Emisión original        | Emisión original         |
| Temporada | Temporada | Episodios | Episodios | Primera emisión         | Última emisión           |
| --------- | --------- | --------- | --------- | ----------------------- | ------------------------ |
|           | 1         | 10        | 10        | 12 de noviembre de 2019 | 10 de enero de 2020      |
|           | 2         | 12        | 12        | 14 de mayo de 2021      | 30 de julio de 2021      |
|           | 3         | 8         | 8         | 27 de julio de 2022     | 14 de septiembre de 2022 |
|           | 4         | 8         | 8         | 9 de agosto de 2023     | 9 de agosto de 2023      |

## Banda sonora

### Canciones destacadas

#### Temporada 1
| N.º | Título                      | Escritor(es)                           | Intérprete(s)                 | Duración |  |
| 1.  | «I Think I Kinda, You Know» | Michael Weiner Alan Zachary            | Olivia Rodrigo Joshua Bassett | 2:52     |  |
| 2.  | «All I Want»                | Olivia Rodrigo                         | Olivia Rodrigo                | 2:57     |  |
| 3.  | «Wondering»                 | Josh Cumbee Jordan Powers              | Julia Lester Olivia Rodrigo   | 3:45     |  |
| 4.  | «Born to Be Brave»          | Tova Litvin Doug Rockwell              | Dara Reneé Olivia Rodrigo     | 3:19     |  |
| 5.  | «Just for a Moment»         | Joshua Bassett Olivia Rodrigo Dan Book | Joshua Bassett Olivia Rodrigo | 3:17     |  |

#### Temporada 2
| N.º | Título          | Escritor(es)                                  | Intérprete(s)                                          | Duración |  |
| 1.  | «1-2-3»         | Bekah Novi Jason Mater Jordan Powers          | Sofia Wylie Dara Reneé Julia Lester                    | 2:15     |  |
| 2.  | «Granted»       | Josh Cumbee Jordan Powers                     | Olivia Rodrigo                                         | 2:34     |  |
| 3.  | «The Climb»     | Jessica Alexander Jon Mabe                    | Joe Serafini                                           | 3:34     |  |
| 4.  | «The Rose Song» | Olivia Rodrigo                                | Olivia Rodrigo                                         | 2:54     |  |
| 5.  | «Let You Go»    | Josh Cumbee Jordan Powers                     | Joshua Bassett                                         | 3:08     |  |
| 6.  | «Second Chance» | Chantry Johnson Michelle Zarlenga Mitch Allan | Olivia Rodrigo Joshua Bassett Sofia Wylie Matt Cornett | 2:35     |  |

#### High School Musical: El Musical: Especial de las Fiestas
| N.º | Título                 | Escritor(es)                     | Intérprete(s)                                       | Duración |  |
| 1.  | «The Perfect Gif»      | Joshua Bassett                   | Joshua Bassett                                      | 2:40     |  |
| 2.  | «Something in the Air» | Matthew Tishler Shridhar Solanki | Elenco de High School Musical: El Musical: La Serie | 3:16     |  |

### Renovación
En octubre de 2019, antes del estreno de la serie, se confirmó su segunda temporada para 2021. En el especial de Navidad, se dio a conocer un "Sneak Peek" de esta nueva temporada: el videoclip de la canción "Something in the air". La nueva temporada se estrenó el 14 de mayo de 2021, en la plataforma de streaming, Disney+.
El 13 de septiembre de 2021, la cuenta oficial de Instagram de la serie, anunció que la tercera temporada se encuentra en producción. Días más tarde, el 12 de noviembre de 2021, por el Disney Plus Day, se confirma que la nueva temporada se estrenaría en 2022 y el musical sería de la película de Disney, Frozen.
El 11 de septiembre de 2022, se anunció durante la Expo D23 de Disney que la serie fue renovada para una cuarta temporada y se encuentra en producción para su lanzamiento en 2023, con el musical de la tercera película de High School Musical y el regreso del elenco original.
Días antes del estreno de la cuarta temporada, el director Tim Federle anunció via Instagram que la serie no tendría una quinta temporada, finalizando con la cuarta.

## Producción

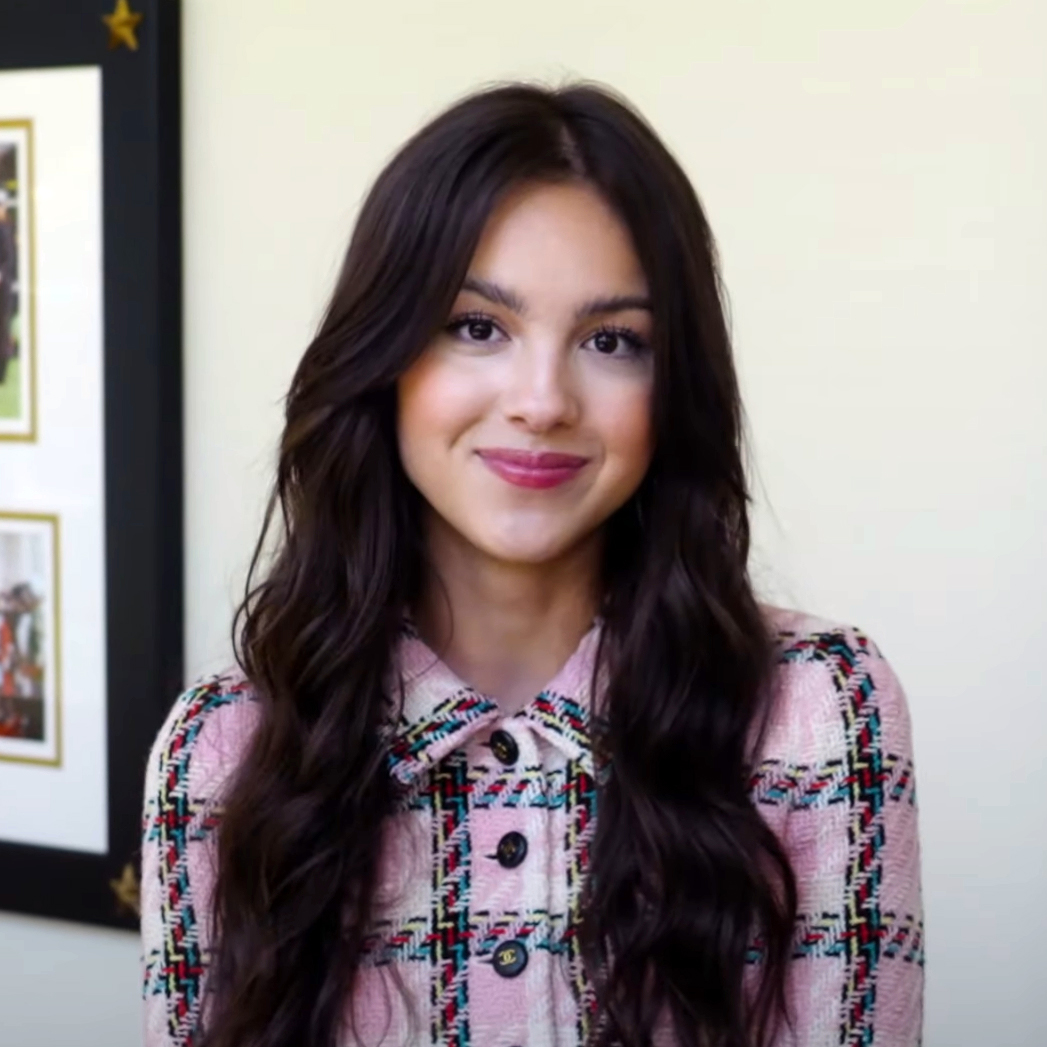
Olivia Rodrigo durante su visita a la Casa Blanca (14 de julio de 2021)

### Desarrollo
El 9 de noviembre de 2017, se anunció que Disney estaba desarrollando una adaptación para la serie de televisión basada en la serie de películas de High School Musical creada por Peter Barsocchini. Se esperaba que la serie se estrenara en el próximo servicio de streaming de Disney entonces sin nombre. La compañía había planeado adaptar la franquicia para televisión y se acercó a Tim Federle para desarrollar una idea para una serie.
El 30 de mayo de 2018, se informó que Federle se desempeñaría como guionista y productor ejecutivo de la serie. El 6 de septiembre de 2018, se anunció que Disney había otorgado la decisión de la creación de la serie para una primera temporada que constaba de diez episodios. Se esperaba que Oliver Goldstick sirviera como productor ejecutivo adicional y que Julie Ashton se encargaría de supervisar el proceso de casting. Junto a este anuncio, también se reveló que la serie sería del género docufiction y se publicó una lista de nombres y descripciones de personajes. El 7 de mayo de 2019, se anunció que Goldstick había abandonado la serie por «diferencias creativas». El 18 de octubre de 2019, antes del lanzamiento de la primera temporada, Disney+ renovó la serie para una segunda temporada. Federle declaró que la trama de la segunda temporada no giraría en torno a una producción de High School Musical 2.

### Guion
Federle se inspiró para el estilo de falso documental de la serie de otras películas y series como Waiting for Guffman y The Office. Se inspiró para crear una serie que representaba la música como tema central.
La serie incluye la representación LGBTQ, con dos personajes gay; Carlos y Seb. En una entrevista con The Advocate, Rodríguez acreditó a Federle por escribir a su personaje Carlos como gay sin recurrir a los tropos de un personaje típico queer. A lo largo de la serie, se muestra que Seb interpreta el papel de Sharpay en el musical, un ejemplo de casting de género no tradicional. Además, se representa la crianza del mismo sexo a través de las dos madres de Nini.

### Casting
El 17 de octubre de 2018, se anunció que Joshua Bassett había sido elegido para un rol principal. El 15 de febrero de 2019, se anunció que Olivia Rodrigo, Kate Reinders, Sofia Wylie, Matt Cornett, Dara Reneé, Julia Lester, Frankie Rodriguez, Larry Saperstein y Mark St. Cyr fueron elegidos en roles principales.

### Rodaje
La producción de la primera temporada fue entre el 15 de febrero al 20 de junio de 2019 en Salt Lake City, Utah.
El estilo falso documental de la serie se logra a través de una sola cámara; con cámaras de mano utilizadas para crear un metraje tembloroso y zoom. Además, el enfoque en su cabeza se utilizan para permitir que los personajes expresen sus pensamientos internos mientras hablan enfrente de la cámara. Estas escenas representan lo «actual» en la historia, mientras que los flashbacks de la relación pasada de Nini y Ricky se filman de manera más tradicional.

### Música
La primera temporada contiene diez canciones originales, con una nueva pieza musical presentada en cada episodio; la mayoría de las canciones interpretadas en vivo por los actores. Algunos actores acompañaron sus propias interpretaciones en instrumentos como la guitarra. Rodrigo escribió una canción original para la serie, «All I Want»; y coescribió «Just for a Moment» con Bassett y el productor musical, Dan Book. Federle declaró que su discurso original incluía la idea de desarrollar canciones originales para la serie. Steve Vincent, quien trabajó en las películas originales, fue el supervisor musical de la serie y contrató a varios compositores para que escribieran nueva música. También recibió presentaciones de compositores establecidos en Los Ángeles.

## Lanzamiento
El primer episodio de High School Musical: The Musical: The Series fue televisado en Disney Channel, ABC y Freeform el 8 de noviembre de 2019 antes de su lanzamiento en Disney+, en los Estados Unidos fue el 12 de noviembre de 2019, en 4K HDR. Los episodios se lanzaron semanalmente en lugar de todos a la vez. El final de la primera temporada fue el 10 de enero de 2020. A España llegó el 24 de marzo de 2020 y a Latinoamérica el 17 de noviembre de 2020

### Marketing
El primer póster y tráiler de la serie se lanzó el 23 de agosto de 2019 en el Panel de Disney+ en D23 Expo 2019. El primer episodio también se proyectó junto con un panel de discusión presentado por el miembro del elenco de High School Musical, Corbin Bleu.

### Banda sonora
La banda sonora de la serie, que presenta nuevas canciones y versiones de canciones de la película original, será lanzada el 10 de enero de 2020 por Walt Disney Records. Las pistas seleccionadas estarán disponibles semanalmente para correlacionarse con los episodios que se distribuyen.

## Recepción

### Audiencia
La transmisión simultánea del primer episodio el 8 de noviembre de 2019 fue vista por 474,000 en Disney Channel y 293,000 durante su emisión en Freeform.

### Críticas
En Rotten Tomatoes informó un índice de aprobación del 75% con una calificación promedio de 7.78/10, basada en 24 reseñas. El consenso crítico del sitio web dice, «High School Musical: The Musical: The Series se parece demasiado a sus predecesores para ser realmente el comienzo de algo nuevo-- aunque los fanáticos de las franquicias pueden encontrar lo que han estado buscando en sus estilos nostálgicos». En Metacritic, que utiliza un promedio ponderado, se le asignó un puntaje de 64 de 100 basado en 14 reseñas, lo que indica «críticas generalmente favorables».
Vinnie Mancuso de Collider describió la serie como «tiernamente irónico». Kelly Lawler de USA Today expresó que la serie es una «carta de amor» a las producciones teatrales de secundaria. Kendra Cleary de Hypable declaró que la serie captura la energía de la película original, al tiempo que presenta un conjunto de personajes identificables que no son tan estereotipados como Troy y Gabriella. Sin embargo, Caroline Framke de Variety sugirió que algunos elementos son demasiado similares al enfoque «bidimensional» de la película original. De Insider, Libby Torres dijo que la serie carece de la «energía infecciosa» de la película original y que la premisa es discordante. Mancuso se opuso al estilo falso documental de la serie, señalando que el formato distrae de otro humor en los episodios. De /Film, Ethan Anderton señaló la técnica como inorgánica e innecesaria. Por el contrario, Cleary dijo el enfoque a sus cabezas como uno de sus aspectos favoritos de la serie. Daniel Toy de Tom's Guide indicó cómo las técnicas ayudan a evitar la falta de familiaridad con los personajes. En su blog  Laughing Place, Alex Reif dijo que la serie estaba más dirigida a adultos que las películas originales. Joel Keller de Decider sugirió que la visualización de la serie no requiere una comprensión de la franquicia original.
Shannon Miller de The A.V. Club elogió el talento del elenco, en particular Rodrigo y Bassett por su habilidad musical y «manejo de material dramático». Escribiendo para Decider, Kayla Cobb declaró que los dos protagonistas tienen una química romántica significativa. Megan Peters de Comicbook.com apreció a Rodrigo por su interpretación de la personalidad «cautelosa» de Nini, y Keller la describió como «especialmente magnética». Anderton también elogió al elenco y sugirió que la serie no presenta el mismo «estilo de actuación exagerado» que el material original. Se elogió la coreografía, así como a Wylie por su capacidad de baile. Toy describió el momento cómico de Rodríguez como Carlos «impecable». Anderton, Peters y Framke compararon la actuación de Kate Reinders como la «excesivamente entusiasta» Srita. Jenn con Kristin Chenoweth.
La serie ha sido comparada con Glee por sus temas; y su combinación de música y drama. Framke describió la serie como una «versión dulce y muy tonta de Glee», y Peters notó similitudes a través de sus «cortes rápidos y bromas». Sin embargo, Miller declaró que High School Musical usa la música más como un elemento literal que abstracto en la historia. Cleary señaló que la serie no es un musical en sí, y que las canciones aparecen orgánicamente, representadas a través de audiciones y ensayos.
Al examinar la música, Mancuso y Toy expresaron interés en que la serie continuara proporcionando nuevas canciones además de la banda sonora de la película original. Cleary elogió el score «vibrante y nostálgico». Cobb elogió las habilidades vocales del elenco principal y describió a Rodrigo como «un talento especialmente pronunciado» con una voz dulce y sincera.